# Nodul rutier Frais Vallon
Nodul rutier Frais-Vallon este un nod de autostradă situat în Marsilia, amenajat în anii 1960 și reamenajat în 2016 pentru a conecta noua șosea de centură A507 (L2) cu bulevardul Jean-Paul-Sartre din arondismentul 13.

## Drumuri deservite
- Autoroute A507 (L2) – șoseaua de centură a Marsiliei, care face legătura spre vest cu autostrada A7 (direcția Lyon) și spre sud cu autostrada A50 (direcția Toulon);
- Avenue Jean-Paul-Sartre (RD 4C) – spre sud către centrul orașului și spre nord către Allauch;
- Avenue de la Rose (RD 908) – spre sud către Malpassé și spre nord către cartierul La Rose;
- Avenue de Peypin (RD 4) – în direcția Saint-Jérôme;
- Avenue de Frais-Vallon – către cartierul Frais-Vallon.